# ورزشگاه جورجو آسکارلی
ورزشگاه جورجو آسکارلی (ایتالیایی: Stadio Giorgio Ascarelli) یک ورزشگاه فوتبال در ناپل، ایتالیا است.
این ورزشگاه در سال ۱۹۳۰ تأسیس و در سال ۱۹۴۲ بر اثر بمباران در جنگ جهانی دوم تخریب شده است، ورزشگاه جورجو آسکارلی یکی از ورزشگاه‌های مورد استفاده در جام جهانی فوتبال ۱۹۳۴ بوده است.